# Macrobiotus picardi
Macrobiotus picardi är en djurart som tillhör fylumet trögkrypare, och som beskrevs av Mihelcic 1960. Macrobiotus picardi ingår i släktet Macrobiotus och familjen Macrobiotidae. Inga underarter finns listade i Catalogue of Life.